# Almazzago
Almazzago (IPA: /almaʦˈʦaɡo/, Dalmazzàch in solandro) è una frazione del comune di Commezzadura in provincia autonoma di Trento.

## Storia
Almazzago è stato comune autonomo fino al 1928, anno in cui venne aggregato a Commezzadura.

## Monumenti e luoghi d'interesse
- Chiesa di San Rocco, realizzata tra il 1510 e il 1513, era inizialmente dedicata ai santi Rocco, Fabiano e Sebastiano.